# Іван Кравченко (Правденко)
Іван Кравченко (Правденко) (? — після 1675) — український військовий і політичний діяч доби Гетьманщини. Генеральний суддя (1659—1663).

## Життєпис
За походженням — покозачений шляхтич. Прізвисько Правденко отримав за справедливість. За іншою версією — належав до шляхетського роду гербу Правдич.
Учасник Хмельниччини. У 1649 році згаданий як старшина Білоцерківської сотні Білоцерківського полку. У 1654 році — обіймав аналогічну посаду.
Був прибічником Івана Виговського. За його гетьманування був білоцерківським полковим суддею.
У 1659 році підтримав Юрія Хмельницького. Брав участь у Переяславській раді. Підписався під Переяславськими статтями як генеральний суддя.
11 березня 1660 року продав козацькому старшині Самійлу Фридрикевичу будинок у Білій Церкві за 90 злотих.
Підтримував Чуднівську угоду з урядом Речі Посполитої. У 1661 році — нобілітований королем Яном ІІ Казимиром. Отримав у володіння села Фастівку та Пархомівку.
Після зречення Юр. Хмельницьким булави став рядовим козаком Білоцерківського полку.
У 1675 році переселився на Лівобережжя на запрошення гетьмана Івана Самойловича, разом з братом Іваном та племінниками Іваном і Федором. Подальша доля невідома.

## Родина
Брат Іван Кравченко — білоцерківський полковник у 1658—1664 роках (з перервами).